# اتحاد قبلي
اتحاد قبلي (بالإنجليزية: tribes federation)‏ هو اتحاد أو تجمع لعدة قبائل تربطها علاقات ومصالح مشتركة،  وتلعب عوامل سياسية واقتصادية عديدة دوراً في تشكيل وإعادة تشكيل الاتحادات القبلية، عن طريق نظام المؤاخاة.
وبالتالي فإن الرابطة على مستوى «الاتحاد القبلي» هي رابطة تقوم على الموالاة، أما على مستوى القبيلة فإن الرابطة تقوم على المصلحة المشتركة، فالقبيلة على هذا المستوى هي تنظيم لإدارة الموارد الطبيعية، وتشكل القرابة الرابطة على مستوى العشيرة أو البيت، حيث تضم أفراداً يتصلون بصلة قرابة إلى الجد الخامس أو السادس أو السابع.